# آده
آده یا آدا، روستایی از توابع بخش نازلو شهرستان ارومیه در استان آذربایجان غربی ایران است. بیشتر مردم این روستا از مسیحیان آشوری  کلیسای آده (که به‌عنوان یکی از آثار ملی ایران به ثبت رسیده‌است) در این روستا قرار دارد.

## جمعیت
این روستا در دهستان طلاتپه قرار دارد و براساس سرشماری مرکز آمار ایران در سال ۱۳۸۵، جمعیت آن ۱۵۱ نفر (۴۱خانوار) بوده‌است. بیشتر مردم این روستا از مسیحیان آشوری هستند.